# Primary

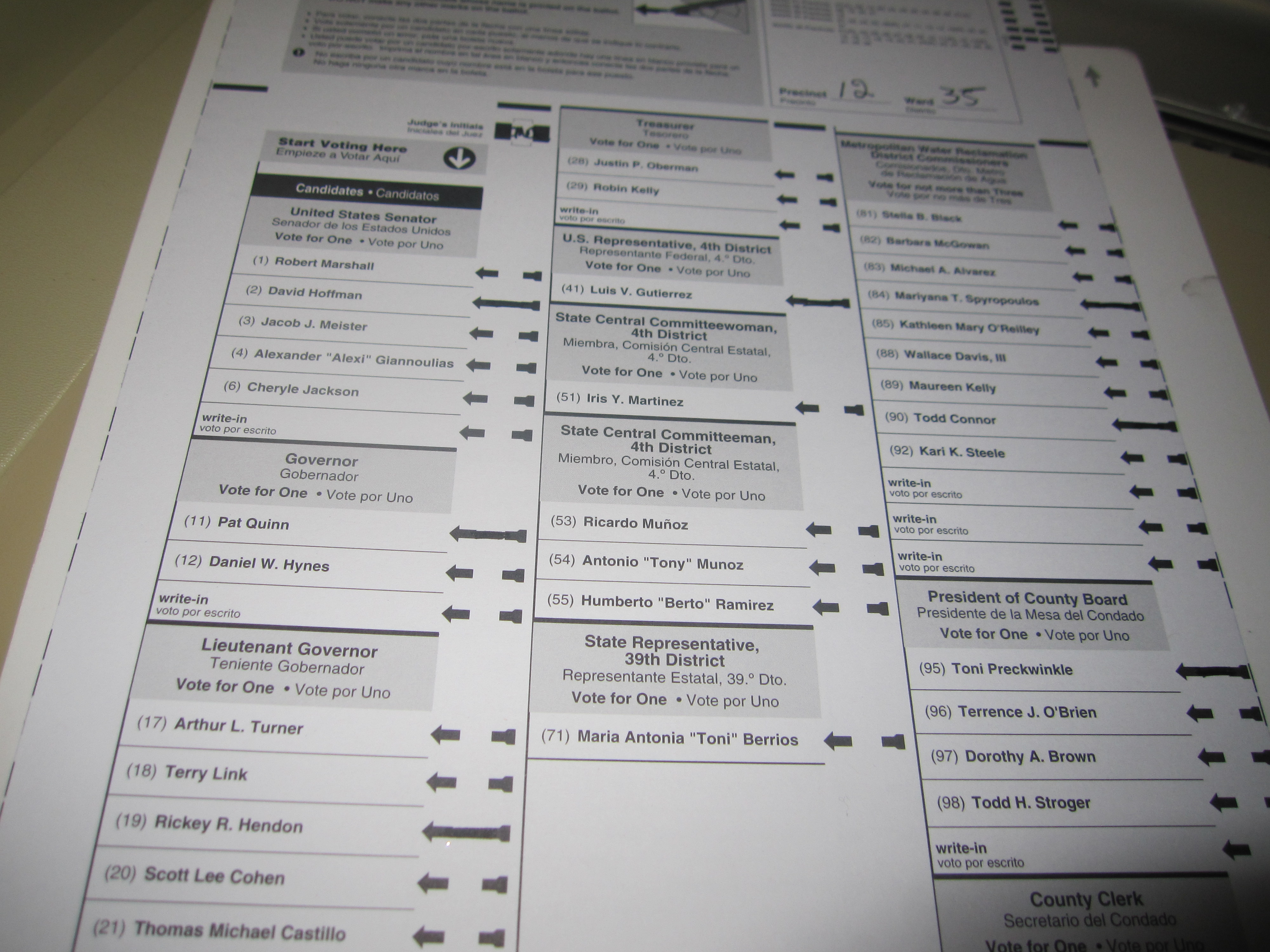
Ein Primary-Stimmzettel aus dem Bundesstaat Illinois im Jahr 2010. Zur Wahl stehen unter anderen der Gouverneur, der US-Senator und Mitglieder der bundesstaatlichen Legislative

Die Primary (Vorwahl) ist ein parteiinternes Verfahren der großen Parteien in den Vereinigten Staaten, um innerhalb einer Partei die Kandidaten für öffentliche Ämter aufzustellen. Das Verfahren wurde eingeführt, um die demokratische Transparenz innerhalb der Parteien zu fördern.
Am bekanntesten ist der Vorwahlprozess zur jeweiligen Präsidentschaftswahl, bei dem Primaries für die parteiinterne Kandidatenauswahl jeweils für die Bundesstaaten stattfinden, allerdings nicht in jedem Bundesstaat (siehe Caucus). Die Primaries zur Präsidentschaftswahl finden von Januar bis Juni des Wahljahres statt.
Für alle anderen Ämter, wie beispielsweise im Kongress, bei den Gouverneuren oder Mitgliedern der bundesstaatlichen Legislative finden Primaries durchgehend Anwendung.
Man unterscheidet zwischen open primary, semi-open primary, semi-closed primary, closed primary und nonpartisan blanket primary. Welche Art von Primary Anwendung findet, hängt vom jeweiligen Bundesstaat ab, da das Wahlrecht in den USA in die Zuständigkeit der Einzelstaaten fällt.

## Arten von Primaries

### Open primary
Bei der open primary dürfen alle Wahlberechtigten an den Vorwahlen jeder Partei teilnehmen. Eine Mitgliedschaft in der Partei oder auch nur eine ausdrückliche Parteipräferenz sind dazu nicht erforderlich. Die Entscheidung, sich an der Vorwahl einer bestimmten Partei zu beteiligen, ist vom Wahlgeheimnis mitumfasst.

### Semi-open primary
Bei einer semi-open primary darf jeder in einer von beiden Primaries, also entweder in der demokratischen oder in der republikanischen Primary, wählen. Dazu muss man nicht Parteimitglied sein, man darf aber nur in einer von beiden wählen.

### Semi-closed primary
Bei einer semi-closed primary dürfen alle Mitglieder einer Partei wählen und Wahlberechtigte, die in keiner Partei Mitglied sind.

### Closed primary
Beim Verfahren der closed primary muss sich jeder Wähler öffentlich zu seiner Parteipräferenz bekennen. Auch hier ist es aber nicht notwendig, Mitglied einer Partei zu sein. Es genügt, die eigene Zugehörigkeit zu einer Partei auszudrücken, indem man sich für die Teilnahme an der Vorwahl registriert oder auch nur durch die Teilnahme selbst.

### Nonpartisan blanket primary
Bei diesem System stehen alle Bewerber für ein politisches Amt, unabhängig von Parteizugehörigkeit, im Rahmen einer einzigen Vorwahl zur Abstimmung und nicht mehr getrennt nach Partei. Zur eigentlichen Wahl treten dann die beiden Bewerber mit den meisten Stimmen aus der Primary gegeneinander an. Da bei diesem Wahlmodus nur die beiden erfolgreichsten Bewerber aus der Primary zur eigentlichen Wahl stehen, ist die Stimmvergabe an Drittkandidaten nicht möglich. Dies führt automatisch dazu, dass der Wahlsieger die absolute Mehrheit auf sich vereint. Da das modifizierte Wahlsystem unabhängig von Parteizugehörigkeit erfolgt, wäre es auch theoretisch möglich, dass in einer Hauptwahl zwei Kandidaten derselben Partei aufeinander treffen. So ist dies bei der Bürgermeisterwahl in Los Angeles im Jahr 2013 geschehen. Dieses Wahlsystem findet nur in Kalifornien, Louisiana und Washington Anwendung. In Kalifornien wurde es erst im Jahr 2012 durch einen Volksentscheid eingeführt.

## Raiding
Raiding bedeutet, dass Wähler von der einen Partei absichtlich in der Primary der anderen Partei den schwächeren Kandidaten wählen, um so in der richtigen Wahl bessere Chancen zu haben. Das Problem des Raidings tritt nur in Bundesstaaten mit einer Open oder Semi-Open Primary auf.

## Filme
- Primary – Dokumentarfilm über die Primary-Wahl John F. Kennedys von Robert Drew